# Atherton
Atherton é uma vila localizada no estado americano da Califórnia, no Condado de San Mateo. Foi incorporada em 1923. Possui pouco mais de 7 mil habitantes, de acordo com o censo nacional de 2020.

## Geografia
De acordo com o Departamento do Censo dos Estados Unidos, a vila tem uma área de 13,1 km², dos quais 13 km² estão cobertos por terra e 0,1 km² (0,6%) por água.

### Localidades na vizinhança
O diagrama seguinte representa as localidades num raio de 8 km ao redor de Atherton. 

## Demografia
Desde 1930, o crescimento populacional médio, a cada dez anos, é de 26,7%.

### Censo 2020
De acordo com o censo nacional de 2020, a sua população é de 7 188 habitantes e sua densidade populacional de 553,3 hab/km². Seu crescimento populacional na última década foi de 4,0%, abaixo do crescimento estadual de 6,1%. É a 16ª localidade mais populosa e a 17ª mais densamente povoada do condado de San Mateo.
Possui 2 526 residências que resulta em uma densidade de 194,4 residências/km² e uma redução de -0,2% em relação ao censo anterior. Deste total, 10,8% das unidades habitacionais estão desocupadas. A média de ocupação é de 3,2 pessoas por residência.
A renda familiar média é superior a 250 dólares e a taxa de emprego é de 50,8%.

### Censo 2010
Segundo o censo nacional de 2010, a sua população era de 6 914 habitantes e sua densidade populacional de 531,8 hab/km². Possuía 2 530 residências que resultava em uma densidade de 194,6 residências/km².

## Marcos históricos
O Registro Nacional de Lugares Históricos lista três marcos históricos em Atherton. O primeiro marco foi designado em 22 de julho de 2008 e o mais recente em 7 de dezembro de 2021, o Arthur C. and Judith Mathews House.